# Annona glaucophylla
Annona glaucophylla este o specie de plante angiosperme din genul Annona, familia Annonaceae, descrisă de Robert Elias Fries. Conform Catalogue of Life specia Annona glaucophylla nu are subspecii cunoscute.